# Amelia Piccinini
Amelia Piccinini (Turín, Italia, 17 de enero de 1917-3 de abril de 1979) fue una atleta italiana, especialista en la prueba de lanzamiento de peso en la que llegó a ser subcampeona olímpica en 1948.

## Carrera deportiva
En los JJ. OO. de Londres 1948 ganó la medalla de plata en el lanzamiento de peso, llegando hasta los 13.09 metros, siendo superada por la francesa Micheline Ostermeyer (oro con 13.75 m) y por delante de la austriaca Ine Schäffer (bronce con 13.08 m).